# James Deering
James Deering (* 1859 in South Paris; † 1925 an Bord der City of Paris) war ein amerikanischer Industrieller und Kunstsammler.

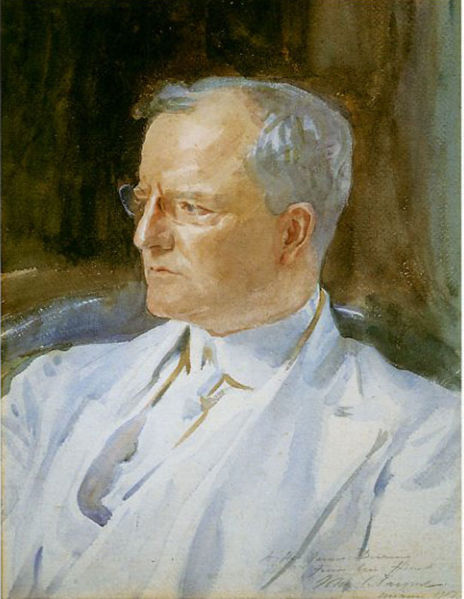
James Deering, Gemälde von John Singer Sargent

## Biografie
James Deering war der Sohn von William Deering des Eigentümers des Landmaschinenunternehmens Deering Harvester, (ab 1902 International Harvester) und dessen zweiter Frau, Clara Hammond Deering. Sein älterer Bruder war der Kunstmäzen Charles Deering.
Ab 1873 lebte die Familie in Chicago, und um 1900 waren die Deerings eine der reichsten Familien der USA. Charles Deering arbeitete ab den 1880er-Jahren im Familienunternehmen mit, James Deering studierte je ein Jahr an der Northwestern University und am Massachusetts Institute of Technology und wurde 1880 ebenfalls Manager im Familienunternehmen. 1902 erwarb die Bank J.P. Morgan Deering Harvester und fusionierte die Firma mit McCormick Reaper Company, woraus International Harvester, der größte amerikanische Landmaschinenkonzern wurde. James Deering wurde zunächst Vizepräsident des Konzerns und leitete drei Fabriken in Illinois, musste aber 1909 auf Druck von J.P. Morgan aus dem Tagesgeschäft ausscheiden.
Der unverheiratet gebliebene James Deering widmete sich nun vorrangig seinen Interessen als Kunstsammler, Weltreisender und Kulturbotschafter. Er besaß Häuser am Lake Shore Drive in Chicago, Evanston (Illinois), in New York City, und in Paris. Aufgrund seiner Anämie entschied sich Deering aber auch, ein Haus im Süden der USA zu erbauen. Er erwarb 1910 Land in Coconut Grove im Süden von Miami und nahe dem Besitz seines Bruders, dem Charles Deering Estate. James Deering und sein Gefährte Paul Chalfin schufen hier in der Folge Villa Vizcaya.

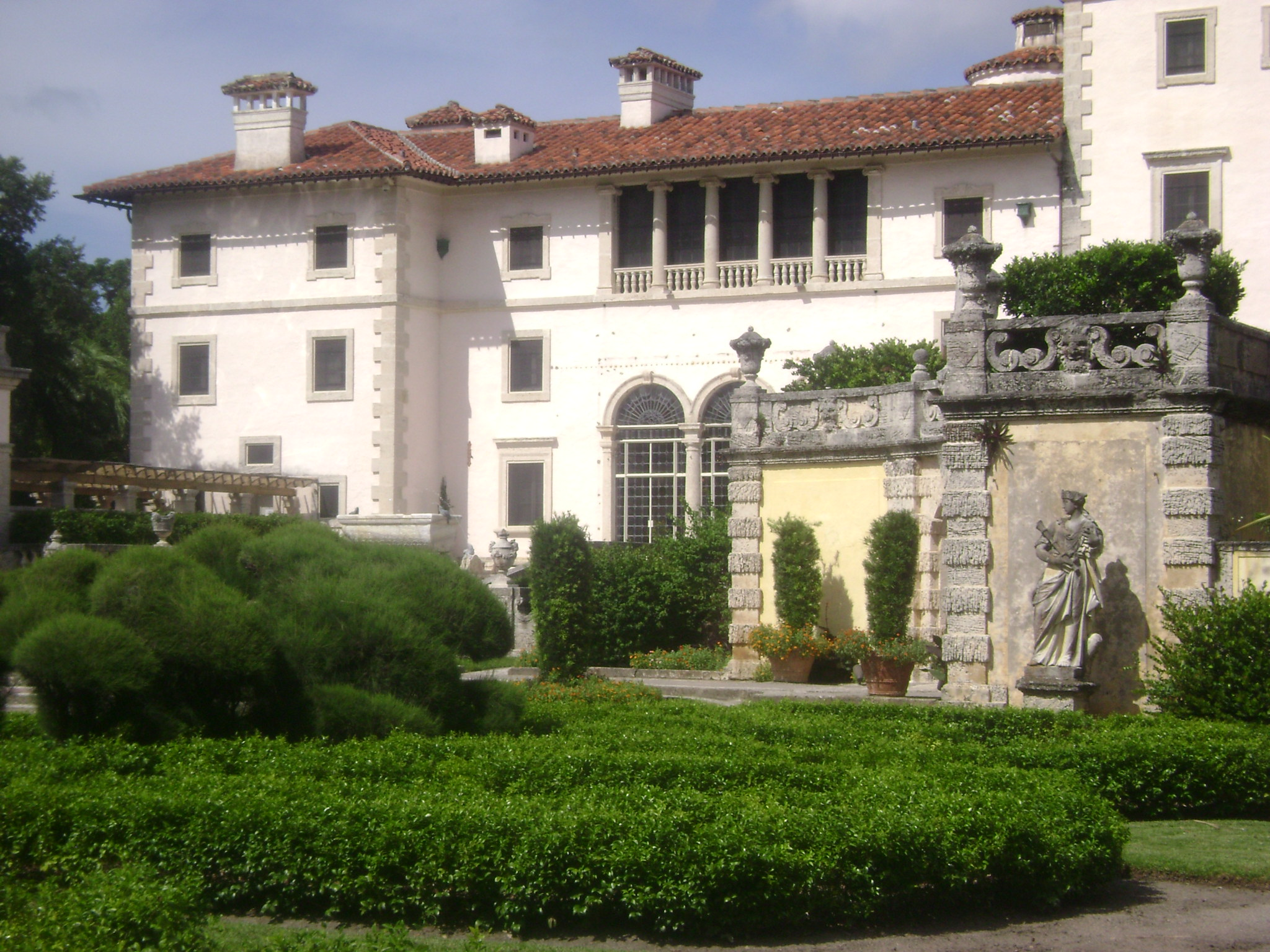
Villa Vizcaya

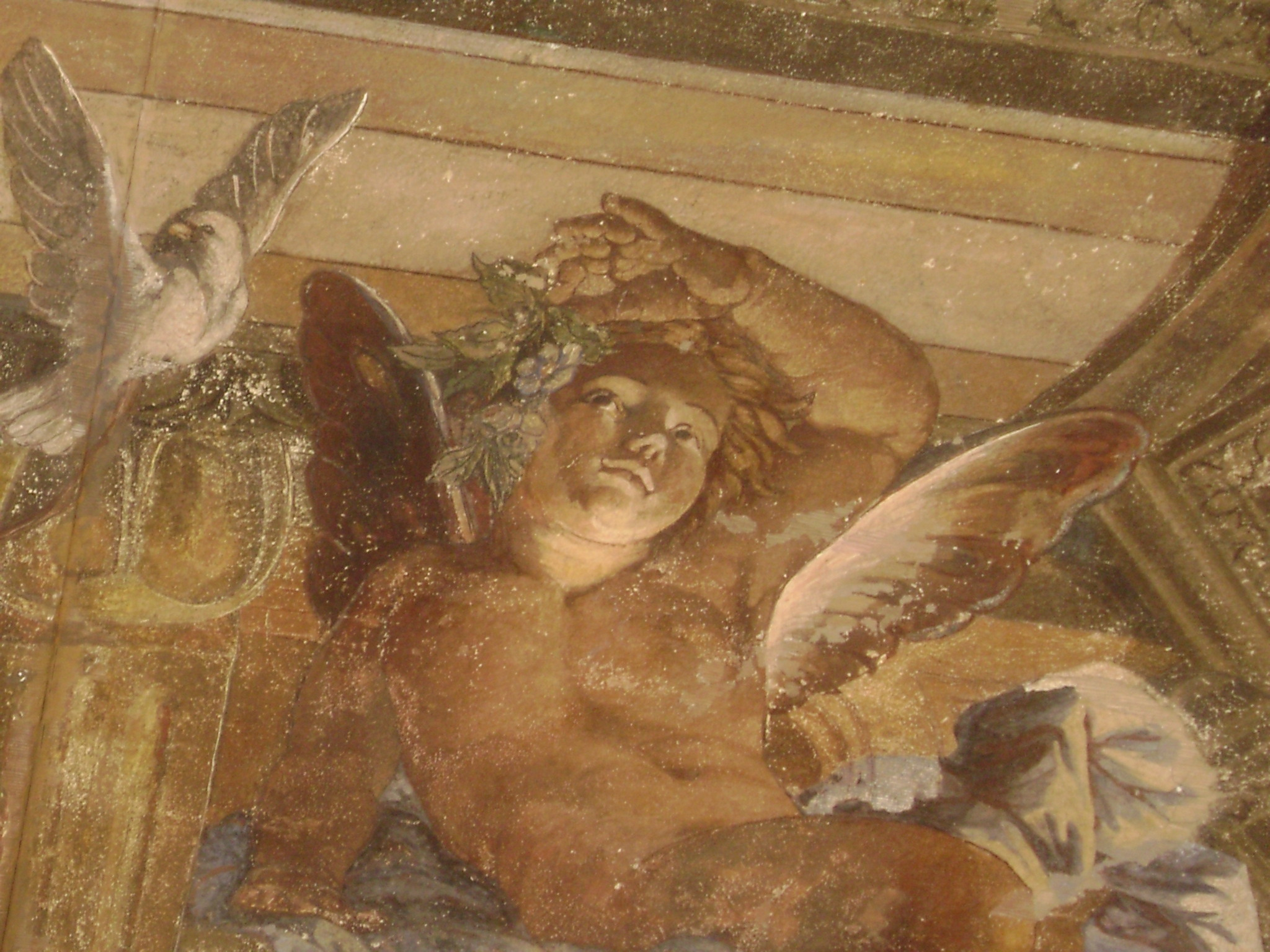
Garten Fresko

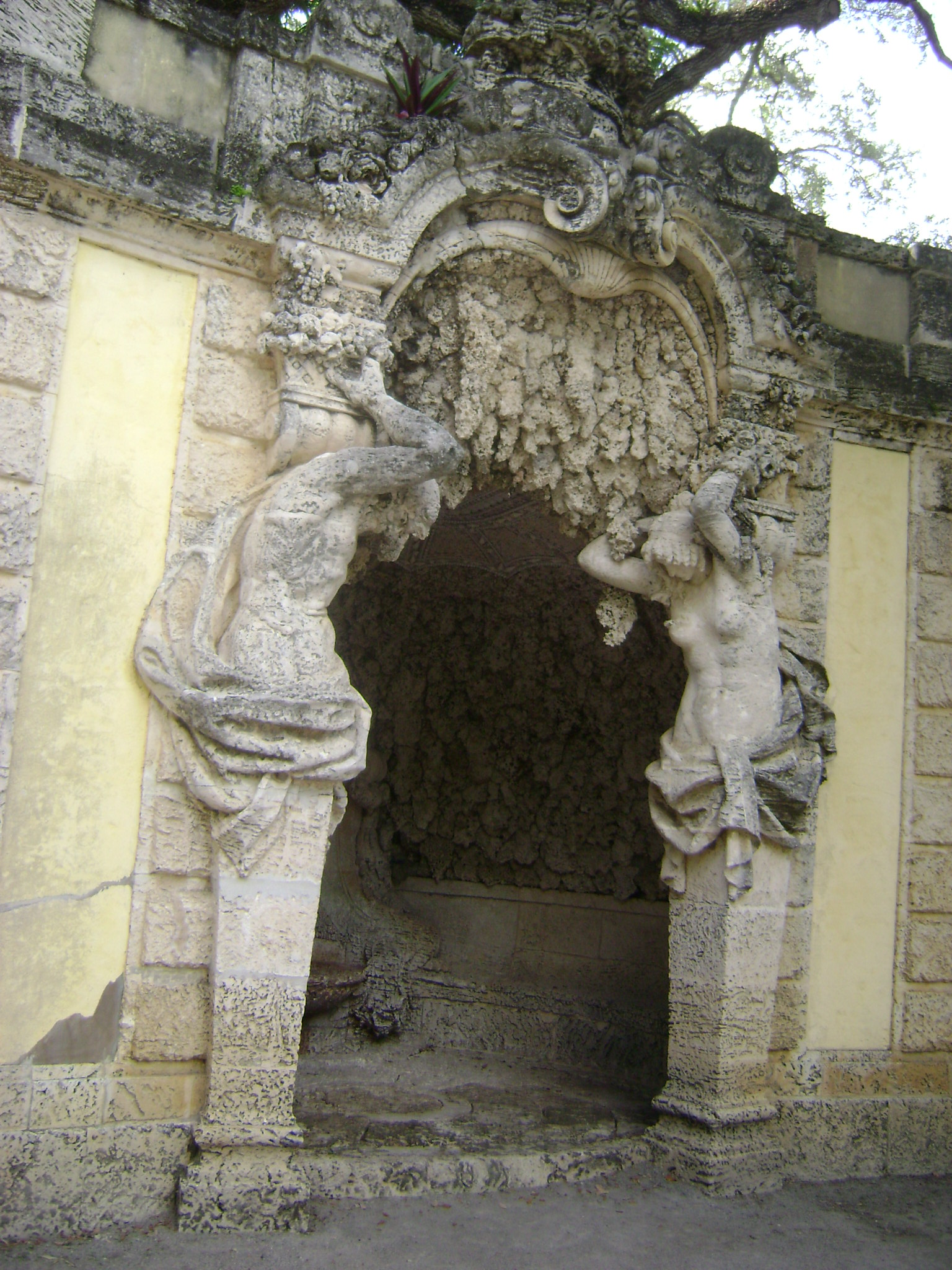
Grotte

Villa Vizcaya wurde 1914 bis 1922 erbaut und ab 1916 im Winter bewohnt. Deering traf hier Freunde wie John Singer Sargent und Anders Zorn, aber auch Filmstars wie Lillian Gish und Marion Davies. Deering, der als zurückhaltender Mann mit untadeligen Manieren beschrieben wurde, öffnete 1923 seine Gärten am Sonntag der Allgemeinheit.

## Tod und Nachlass
James Deering starb im September 1925 an Bord des britischen Passagierdampfers City of Paris auf dem Rückweg in die Vereinigten Staaten. 
In seinem Testament vermachte er unter anderem dem Art Institute of Chicago Gemälde von  Édouard Manet und Giambattista Tiepolo. Villa Vizcaya fiel an Deerings Nichten Marion Deering McCormick und Barbara Deering Danielson. Diese mussten, da die Erhaltung des Landsitzes teuer fiel, stückweise Teile des Landbesitzes verkaufen. 
1952 erwarb Miami-Dade County die Villa und den Rest der Gärten.